# Lymeon nasutus
Lymeon nasutus är en stekelart som först beskrevs av H. Douglas Pratt 1945.  Lymeon nasutus ingår i släktet Lymeon och familjen brokparasitsteklar. Inga underarter finns listade i Catalogue of Life.